# Juan Teruel Munuera
Juan Teruel i Munuera (La Unión, Província de Múrcia, 1894 - Caracas, Veneçuela, 1995) va ser mestre durant més d'una dècada a Navàs entre els anys 1924 i 1935. Després va ser víctima de la depuració franquista. Va ser un lluitador social i anarquista que va defensar una pedagogia llibertària i moderna a la conservadora escola espanyola dels anys 1920.
A Navàs l'Escola del Centre Nacionalista Republicà es va iniciar el 1920. Fins a l'any 1927 era una escola de primària masculina. Durant la dictadura de Primo de Rivera va ser clausurada pel governador civil i quedar tancada durant tres anys. L'any 1930 va tornar a obrir amb el nom oficial d'Escola de la Cooperativa Obrera «La Fraternitat». Durant l'època de la Segona República Espanyola, les classes eren mixtes i l'ensenyament es feia en català; s'aplicava un mètode d'ensenyament actiu i renovador.
Teruel va ser un dels més de mig miler de mestres Catalans que van exiliar-se. Se'n va anar primer a França. La difícil situació que viuen a França els obliga a fugir amb la família el 1947 cap a Veneçuela (també el va acompanyar el seu fillastre Josep Lacueva). Allà va participar activament en la tasca educativa i continuar treballant sota els seus ideals i el seu model pedagògic. La seva filla, Aurora Teruel, va recordar el camí de l'exili amb les següents paraules: «El Gobierno de Venezuela, de índole popular y democrática, tenía programa para inmigrantes, financió la mitad de sus pasajes en barco «Colombia» y los alojó en pensión completa durante dos semanas». Teruel es va instal·lar a Caracas, on va treballar de comptable, tot i que esporàdicament va donar classes. Torna a l'Estat Espanyol el 1967 després de la mort de la seva dona i s'estableix a Nerja (Màlaga). El 1993 va tornar a Caracas on va morir el 1995.
El 26 de setembre del 2011 a Navàs es va inaugurar en reconeixement de la seva feina pedagògica una placa commemorativa a l'escola on va exercir la seva professió. Durant l'acte solemne, Josep Obradors va destacar que Teruel, tot i ser originari de Província de Múrcia, havia après el català i feia les classes en aquesta llengua.